# 古近纪
| 古近纪 66–23.03百万年前 PreЄ Є O S D C P T J K Pg N 始新世（5000万年前） |                               |
| 全時期平均大氣O 2含量 | 约20 Vol % （为現代的100% ）  |
| 全時期平均大氣CO 2含量 | 约500 ppm （为前工業時期2倍） |
| 全時期平均地表溫度 | 约18℃ （高於現代4℃）          |
| 古新世至上新世的主要分层-65 —–-60 —–-55 —–-50 —–-45 —–-40 —–-35 —–-30 —–-25 —–-20 —–-15 —–-10 —–-5 —–0 — 新生代白垩纪古近纪新近纪第四纪古新世始新世漸新世达宁期塞兰特期 赞尼特期伊普雷斯期路特期巴尔顿期普里阿邦期鲁培尔期恰特期阿基坦期波尔多期兰盖期塞拉瓦尔期托尔顿期墨西拿期赞克尔期皮亚琴期 中新世上 ←古新世—始新世极热事件←北美草原扩张←南极冰盖出现←白垩纪—古近纪灭绝事件←墨西拿盐度危机古新世至上新世的时间表 直轴：百万年前 |                               |

古近纪（英語：Paleogene，符号Pg），旧称早第三纪、古第三紀，是地质时代中的一个纪，开始于同位素年龄66 Ma，结束于23.03 Ma。“古近纪”一名中的“古”是paleo-的意译，“近”则是-gene的音译，并兼顾了字面意义。古近纪包括古新世、始新世、渐新世。

## 生物
被子植物在侏罗纪就已经出现，在白垩纪陆地革命中兴盛成为优势的陆生植物，到了古近纪時已经极度繁盛；羊齿、松柏等逐渐被樟树、柳树等取代；这时被子植物主要为乔木。
在海中，双壳类软体动物（如牡蛎、海扇、珠蚌）等异常繁盛，腹足类繁多且分布广泛。有孔虫、棘皮动物分布广泛，也有圆盘虫、货币虫等的分布。在蛇颈龙、沧龙等中生代海洋爬行动物灭绝后，海洋食物链的上层生态位逐渐被古鲸等鲸豚类海洋哺乳动物占据。
在陆地上，哺乳动物和鸟类迅速多样化，占据了非鸟恐龙和翼龙灭亡后空出的各种生态位。重要的是各种古老、原生的胎盘类和有袋类大量发展，在經過長久的演化進程後，它们基本上和现代哺乳动物没有直接的系统关系。

## 地理
冈瓦纳古陆进一步分裂，澳大利亚与南极大陆分开，逐渐北移；印度地块在始新世时与亚洲腹地连接，形成南亚次大陆；北非渐向东赤道靠近。南﹑北美在巴拿马地峡有时连接﹐引起部分动物迁徙。初期欧亚大陆与北美相连；形成白令陆桥，晚期形成陆生动物迁徙的路线。格陵兰、斯堪的纳维亚已移近现在位置。阿拉伯半岛与非洲分开﹐开始与亚洲相连，红海出现。
在喜马拉雅运动時期，青藏高原开始隆起﹐中国西部產生大规模的山前凹陷、並形成东部沉积中心。火山活动多為基性的喷发。但西藏冈底斯山、拉萨一带有中酸性的火山物质。